# 婚禮大捷
《婚禮大捷》為韓國KBS 2TV於2023年10月30日起播出的月火連續劇，由《我的黑歷史誤答記》的黃昇基導演、《十九隻海獺》金秀珍導演共同執導與《大發不動產》河秀真編劇合作打造。
香港、東南亞、中東及南非等16個地區由Viu發行，作為Viu Original劇集於10月30日起獨家播出。台灣則由中華電信MOD、Hami Video、LINE TV、MyVideo購入Viu版權同日跟播。LiTV 線上影視全劇上架。韓國由Netflix播出。

## 劇情概要
以朝鮮王朝時代為架空歷史背景，講述青孀寡婦鄭順德（趙怡賢飾）和青孀駙馬沈炡㥥（路雲飾演）在各自遭遇重大變故後，兩人相遇並且人生開始產生交集之後發生的故事。

## 製作
2023年9月，根據媒體報導，FNC娛樂總部時隔5年重啟了電視劇製作，根據金融監督院電子公示系統12日的消息顯示，FNC娛樂於9月11日以173億韓元的價格簽署了向KBS出售共16集的電視劇《婚禮大捷》的合約，《婚禮大捷》的著作權（IP）將由KBS擁有。FNC娛樂表示：“這是KBS在浪漫喜劇史劇中，史上投資最大製作費的作品。”IP轉移至播出平臺的過程，製作公司通常以總製作成本的60-70%左右出售作品，並透過贊助或間接廣告（PPL）來彌補其餘部分。根據合同，額外收益也可以單獨分配。

## 演員陣容
- 路雲飾演沈炡㥥[3]（粤语配音：譚禹）

青孀駙馬，由於住在慶雲齋，人稱慶雲齋大人，漢陽第一鬱憤男。懷著原則主義的儒生，最年輕的狀元及第者，雖然頭腦聰明，公主卻在婚禮期間辭世，導致他的婚事告吹，仕途就此中斷。
- 趙怡賢飾演鄭順德[3]（粤语配音：植婉雯）

青孀寡婦兼仲媒之神。當她以左議政媳婦的身份出現時，看起來淡雅又有氣質；當她以漢陽第一紅娘驪州嬸的身份出現時，潑辣、不按牌理出牌又鬼靈精怪。
- 朴志暎飾演朴昭賢夫人[3]（粤語配音：姜嘉蕾）

大戶長女出身，丈夫是位極人臣的左議政，弟弟是位高權重的兵曹判書，小妹是後宮地位僅次於王妃的淑嬪，是個有顯赫地位之人。她是家中實際握有權力的女人，因為重視家門，而計劃把真城君拱上王位。
- 趙漢哲飾演國王[3]（粤語配音：何家裕）

朝鮮國王，炡㥥的丈人。想鞏固嫡子李齋的地位，但後宮的外戚勢力以漢陽充斥怨女曠夫為由，阻擋世子的婚禮，因此他想要在兩個月內，讓怨女代表孟博士家的三名女兒成功出嫁。
- 李海英飾演趙英培[3]（粤語配音：陳力航）

左議政（正一品），議政府宰相，東老派黨首，朴氏夫人的丈夫、鄭順德的公公。擁有能把飛鳥擊落的權力，是個不為百姓、沒有正義感，只懷著選民思想與慾望的為政者。他自居士大夫之首，並密謀立真城君為世子。
- 崔熙真飾演趙氏夫人[10]（粤語配音：曾慶珏）

君王同窗孟博士的妻子，有個貴夫人的氣息，舉止有品味。她隱瞞身份在外工作，並因不明原由而失明。
- 陳熙瓊飾演王妃[3]（粤語配音：洗詠儀）

朝鮮王妃，生了五名公主，晚年才得一子李齋，並經常為真城君的外戚勢力所困。
- 鄭信惠飾演孟嘏娜[3]（粤語配音：王綺婷）

孟博士孤傲的大女兒，是三姊妹中最漂亮的一人。擁有學識，但為了伴在母親身旁，而假裝眼光高。
- 朴智元飾演孟雙麗[3]（粤語配音：石梓晴）

孟博士說話粗俗又強悍的二女兒，是漢陽縫紉技術最好的人，與李侍烈發展出微妙的情愫。
- 鄭寶玟飾演孟三順[3]（粤語配音：楊婉潼）

孟博士的三女兒，是名未婚禁小說作家花鹿，為了傳送冊子而經常扮男裝。
- 吳藝珠飾演趙藝珍[3]（粤語配音：成樂怡）

趙氏家門獨生女，才色兼備到漢陽第一新娘人選。雖和順德存在著姑嫂關係，但她暗中幫順德，和順德維持著友誼。
- 朴煥熙飾演驪州嬸[3]（粤語配音：勞靖婷）

漢陽第一客棧紅月客酒的桃花粉製作人，順德的紅娘名即是借自其名。8年前為順德、順九所救，並以驪州嬸的身份過活，現與女兒福喜住在漢陽。
- 許楠儁飾演鄭順九[3]（粤語配音：周倚天）

順德的哥哥，在妹妹嫁入左議政家後，晉升為漢城府參軍從事官。妹妹成為寡婦，是他一生的遺憾，而他不想為了提升地位而結婚，因此自發性不婚。
- 崔京勳飾演尹浦謙[3]（粤語配音：陳啟熾）

曠夫24號，藝珍的初戀。出身沒落的兩班，早失父母，因此輾轉於親戚之間，以務農為業。自覺無法和藝珍匹配，因此冷待藝珍。
- 金東浩飾演安東健[3]（粤語配音：高瀚章）

曾在平安道擔任從事官，現為為懸賞金而追捕逃亡奴婢的流浪推奴士。
- 孫相淵飾演李侍烈[3]（粤語配音：黃文軒）

成均館儒生，也是成均館大司成（正三品）的長孫，有臉蛋、有家世又聰明，是個樣樣不缺的漢陽第一新郎官人選。和藝珍的婚禮在即，但他卻對口無遮攔的孟二感到掛心。
- 徐鎮元[3]飾演都承旨（粤語配音：馮瀚輝）

承政院官員（正三品），南敞派首長，是君王最信任的親信。
- 鄭勝吉飾演洪天修[11]（粤語配音：馮瀚輝）

在漢陽兩班貴婦中，引領風潮的紅月客酒代表。深知順德、三順的雙重生活，而協助她們。默默暗戀素千師傅。
- 李淳元[3]飾演朴覆起（粤語配音：陳啟熾）

兵曹判書（正二品），惡質又好色。沒有什麼能力，但仗著身為朴氏夫人的弟弟、真城君的舅舅的身份為所欲為。經常侵犯地位低的女性，並阻饒她們婚事，好納為自己的妾室。在怔㥥面前屢屢吃鱉，卻沒有反擊怔㥥的能力。
- 朴泫貞[3]飾演淑嬪朴氏（粤語配音：成樂怡）

受到君王寵愛的後宮，她不計一切代價，也要擁立身為庶子的真城君成為王世子。
- 金愈恩[3]飾演金汶建（粤語配音：黃文軒）

在考試中輸給狀元及第的炡㥥後，便感到自卑。當上判尹後，為取悅趙英培和朴覆起而苦惱。
- 禹賢珠[3]飾演鄭氏夫人（粤語配音：王綺婷）

侍烈的母親，過著望著丈夫的生活。當兒子開始和左議政家論及婚嫁後，人生有了新希望。
- 金健浩[3]飾演柳醫員（粤語配音：高瀚章）

怔㥥的主治醫生，御醫出身，現經營著一間百草房。
- 金佳英[3]飾演三月奶娘（粤語配音：楊婉潼）

朴氏夫人的心腹，監視著順德的一舉一動。
- 金賢睦[3]飾演金五奉（粤語配音：鄧燦陽）

怔㥥的管家，因為新婚的關係，想要早點下班，但卻得忙於怔㥥的媒合事宜，不過他是真心地為怔㥥著想。
- 方恩晶[3]飾演凱同（粤語配音：張惠雯）

左議政家的饌婢。雖然收錢協助順德過著雙重生活，但她本來就很喜歡順德。
- 正燕飾演李氏（粤語配音：洗詠儀）

妝飾四人幫之一，對漢陽大小事瞭若指掌的媒人。
- 鄭智安飾演馬山嬸（粤語配音：張惠雯）

妝飾四人幫之一，對漢陽大小事瞭若指掌的媒人。
- 朴寶貝飾演全州嬸（粤語配音：王綺婷）

妝飾四人幫之一，對漢陽大小事瞭若指掌的媒人。
- 李昭隸飾演開城嬸（粤語配音：姜嘉蕾）

妝飾四人幫之一，對漢陽大小事瞭若指掌的媒人。
- 朴成真飾演趙仁顯（粤語配音：潘昀雋）

生性善良，從未忤逆過父母。在平壤擔任庶尹時，遭遇事故而身亡。
- 尹㦛元飾演趙仁國（粤語配音：高瀚章）

順德的丈夫，生來體弱多病，和順德短暫地相戀，但最終病逝。
- 輝映飾演李佐郎（粤語配音：高瀚章）

善於文務，是朴覆起的心腹。沉默寡言，使人難以揣測其心思。
- 韓伊秀飾演孝靜公主

怔㥥的妻子。身為王室的第一個孩子，受到君王的寵愛，卻意外逝世。
- 李尚九飾演沈辰昊（粤語配音：何家裕）

怔㥥的父親，創建東老派的一等功臣。雖然態度冷漠，但對孩子的用心比誰都深。
- 金淵佑飾演沈明㥥（粤語配音：高瀚章）

怔㥥的哥哥。沒有什麼實力，卻有很多慾望，並總是引起事端，再由怔㥥負責善後。
- 賓燦昱飾演許塾見（粤語配音：郭湛深）

曠夫23號，夢想成為待令熟手，但在家裡卻被視為恥辱。
- 鄭祐在飾演金執（粤語配音：蔡威賢）

曠夫12號，為了尋找真愛而四處遊覽的浪漫主義者。
- 曹昌熙飾演張春培（粤語配音：高瀚章）

曠夫15號，重返未婚身份而利用財力尋覓年輕新娘。
- 高德遠飾演韓鍾福（粤語配音：陳力航）

曠夫16號，準備考試已逾10年，他想要尋覓一個能夠照料他的新娘。
- 李滄珉飾演埋骨僧／召天（粤語配音：蔡威賢）

善化寺僧侶，致力於解救自己和眾生。《書生的男人》作者，與仁顯有斷袖之癖。
- 梁雅凜飾演李楚玉（粤語配音：成樂怡）

突然去世後，謠傳著她的冤魂導致朝鮮乾旱。
- 洪動寧飾演李齋（粤語配音：張惠雯）

雲海大君，王世子，國王與王妃所生的嫡子，喜歡讀書，也對宮外的世界感到好奇。年紀輕卻一表人才，但他的性命受到異母哥哥真城君及其外戚勢力所威脅。因事被孟嘏娜所救，後與孟嘏娜有書信來往。
- 李藝珠飾演福喜（粤語配音：張惠雯）

驪州嬸的女兒，雖然年紀小，但聰明伶俐，有著成為巨商的資質。
- 金柿雨飾演趙根錫（粤語配音：石梓晴）

順德的兒子，實為順德丈夫的哥哥的兒子。從祖父母那承受著龐大的壓力，但理解他的順德得以讓他感到一絲光明。

### 特別出演
- 張慧珍飾演宋進士宅夫人（粤語配音：石梓晴）

不只想要有錢，而把女兒嫁入好人家視為人生最大的目標。

## 原聲帶

### Part.1
| 發行日期：2023年10月31日 | 發行日期：2023年10月31日     | 發行日期：2023年10月31日 | 發行日期：2023年10月31日 |
| 曲序                     | 曲目                         | 演唱                     | 时长                     |
| ------------------------ | ---------------------------- | ------------------------ | ------------------------ |
| 1.                       | Half of My Heart（반이라서） | THEO（P1Harmony）        | 2:49                     |
| 2.                       | Half of My Heart（Inst.）    |                          | 2:49                     |

### Part.2
| 發行日期：2023年11月13日 | 發行日期：2023年11月13日     | 發行日期：2023年11月13日 | 發行日期：2023年11月13日 |
| 曲序                     | 曲目                         | 演唱                     | 时长                     |
| ------------------------ | ---------------------------- | ------------------------ | ------------------------ |
| 1.                       | Love Signal（사랑이 내려와） | 严太民（Hi-Fi Un!corn）  | 3:08                     |
| 2.                       | Love Signal（Inst.）         |                          | 3:08                     |

### Part.3
| 發行日期：2023年11月27日 | 發行日期：2023年11月27日        | 發行日期：2023年11月27日 | 發行日期：2023年11月27日 |
| 曲序                     | 曲目                            | 演唱                     | 时长                     |
| ------------------------ | ------------------------------- | ------------------------ | ------------------------ |
| 1.                       | Say I Love You（사랑한다는 말） | 仁誠（SF9）              | 3:34                     |
| 2.                       | Say I Love You（Inst.）         |                          | 3:34                     |

### Part.4
| 發行日期：2023年12月11日 | 發行日期：2023年12月11日                            | 發行日期：2023年12月11日 | 發行日期：2023年12月11日 |
| 曲序                     | 曲目                                                | 演唱                     | 时长                     |
| ------------------------ | --------------------------------------------------- | ------------------------ | ------------------------ |
| 1.                       | I'm afraid lovewill come again（사랑이 또 올까 봐） | 紫蘿（Cherry_Bullet）    | 4:03                     |
| 2.                       | I'm afraid lovewill come again（Inst.）             |                          | 4:03                     |

## 播出
《婚禮大捷》自2023年10月30日起，每週一、二晚間9點45分在地上波KBS 2TV播映。11月21日，因轉播2026 FIFA世界盃亞洲區第2輪外圍賽而暫停播出1次。

## 收視率
《婚禮大捷》首集在韓國錄得4.5%的收視率，瞬間收視最高達5.8%，高於前一檔月火劇《純情拳擊手》的開播收視（2.0%）與最終回收視（2.2%）。第3集20至49歲收視上升至1.1%，第4集則受到球賽轉播的影響，收視下跌至3.5%，並在第5集創下自身最低收視3.3%。最終回第16集創下自身最高收視5.8%，位居2023年KBS月火劇收視第2名，僅次於《綠洲》。
與同期播映的其他戲劇相比，本劇數度位居月火劇收視冠軍，高於有線電視的ENA日月特別企劃《惡人傳記》與月火劇《跟我說愛我》，但和tvN月火劇《閃亮的西瓜》、《運氣好的日子》產生拉鋸。其中，共有3集收視高於《閃亮的西瓜》、1集並列，第2、6集收視則低於《閃亮的西瓜》；第7集收視低於《運氣好的日子》，但第8集便超越了該劇。
| 季數 | 季數 | 每季集數 | 每季集數 | 每季集數 | 每季集數 | 每季集數 | 每季集數 | 每季集數 | 每季集數 | 每季集數 | 每季集數 | 每季集數 | 每季集數 | 每季集數 | 每季集數 | 每季集數 | 每季集數 |
| 季數 | 季數 | 1        | 2        | 3        | 4        | 5        | 6        | 7        | 8        | 9        | 10       | 11       | 12       | 13       | 14       | 15       | 16       |
| ---- | ---- | -------- | -------- | -------- | -------- | -------- | -------- | -------- | -------- | -------- | -------- | -------- | -------- | -------- | -------- | -------- | -------- |
|      | 1    | 733      | 593      | 696      | 657      | 611      | 633      | 不適用   | 664      | 728      | 591      | 755      | 739      | 797      | 待定     | 待定     | 待定     |

| 集數 | 播出日期       | 尼爾森全國收視率 | 尼爾森全國收視率 | 尼爾森首都圈收視率 | 尼爾森首都圈收視率 | TNMS全國收視率 |
| 集數 | 播出日期       | 家庭戶比例       | 人數（百萬）     | 家庭戶比例         | 人數（百萬）       | TNMS全國收視率 |
| ---- | -------------- | ---------------- | ---------------- | ------------------ | ------------------ | -------------- |
| 1    | 2023年10月30日 | 4.5%             | 0.733            | 4.2%               | 0.439              | 2.84%          |
| 2    | 2023年10月31日 | 3.6%             | 0.593            | 3.4%               | 0.364              | 2.84%          |
| 3    | 2023年11月6日  | 4.0%             | 0.696            | 4.0%               | 0.463              | 2.61%          |
| 4    | 2023年11月7日  | 3.9%             | 0.657            | 3.7%               | 0.407              | 2.61%          |
| 5    | 2023年11月13日 | 3.5%             | 0.611            | 3.5%               | 0.399              | 2.43%          |
| 6    | 2023年11月14日 | 3.7%             | 0.633            | 3.4%               | 0.366              | 2.43%          |
| 7    | 2023年11月20日 | 3.3%             | —                | 3.6%               | 0.374              | 2.4%           |
| 8    | 2023年11月27日 | 3.9%             | 0.664            | 4.1%               | 0.424              | 2.4%           |
| 9    | 2023年11月28日 | 4.1%             | 0.728            | 4.0%               | 0.451              | 2.4%           |
| 10   | 2023年12月4日  | 3.4%             | 0.591            | 3.4%               | 0.368              | 2.17%          |
| 11   | 2023年12月5日  | 4.3%             | 0.755            | 4.2%               | 0.461              | 2.17%          |
| 12   | 2023年12月11日 | 4.3%             | 0.739            | 4.3%               | 0.458              | 2.86%          |
| 13   | 2023年12月12日 | 4.4%             | 0.797            | 4.6%               | 0.541              | 2.86%          |
| 14   | 2023年12月18日 | 5.0%             | —                | 5.1%               | —                  | 2.78%          |
| 15   | 2023年12月19日 | 5.0%             | —                | 5.4%               | —                  | 2.78%          |
| 16   | 2023年12月25日 | 5.8%             | —                | 6.0%               | —                  | 3.21%          |

## 奖项荣誉
| 年份   | 颁奖礼             | 奖项   | 入围者         | 结果 | 参考 |
| ------ | ------------------ | ------ | -------------- | ---- | ---- |
| 2024年 | 第60屆百想藝術大獎 | 藝術賞 | 河智熙（美術） | 提名 |      |

## 外部連結
- 官方网站 
- Daum上《婚禮大捷》的資料
- NAVER上《婚禮大捷》的資料
- 臺灣東森電視官方網站（繁體中文）

## 電視節目的變遷
| KBS 2TV 月火劇                                  | KBS 2TV 月火劇                             | KBS 2TV 月火劇 |
| ----------------------------------------------- | ------------------------------------------ | -------------- |
|                                                 | 婚禮大捷 （2023年10月30日—2023年12月25日） |                |
| 地球上的黑盒子 （2023年10月9日—2023年10月24日） | 幻像戀歌 （2024年1月2日—2024年2月27日）    |                |

| 臺灣 愛爾達影劇台 星期一至五 22:00 - 23:30 | 臺灣 愛爾達影劇台 星期一至五 22:00 - 23:30 | 臺灣 愛爾達影劇台 星期一至五 22:00 - 23:30 |
| ------------------------------------------ | ------------------------------------------ | ------------------------------------------ |
|                                            | 婚禮大捷 （2023年12月7日—2023年12月28日）  |                                            |
| 戀人2 （2023年11月22日—2023年12月6日）     | 白晝之月 （2023年12月29日—2024年1月17日）  |                                            |

| 香港 Viu 頻道 星期一至五 21:00 - 22:00        | 香港 Viu 頻道 星期一至五 21:00 - 22:00      | 香港 Viu 頻道 星期一至五 21:00 - 22:00 |
| --------------------------------------------- | ------------------------------------------- | --- |
|                                               | 婚禮大捷 （2024年5月16日－2024年6月17日）   | |
| 殘酷的實習生 （2024年4月30日－2024年5月15日） | 優雅的帝國 （2024年6月18日－2024年9月30日） | |
| 香港 ViuTV 星期一至五 20:30 - 21:30           |                                             | |
| 閃亮的西瓜 （2024年5月27日－2024年6月25日）   | 婚禮大捷 （2024年6月26日－2024年7月26日）   | 巴黎奧運火拼時刻／巴黎奧運爭勝一夜 （非戲劇節目）（星期一至日） （2024年7月27日－2024年8月11日） 烈女朴氏契約結婚傳 （2024年8月12日－2024年9月4日） |

| 臺灣 東森戲劇台 星期一至五 23:00 - 24:00     | 臺灣 東森戲劇台 星期一至五 23:00 - 24:00     | 臺灣 東森戲劇台 星期一至五 23:00 - 24:00 |
| -------------------------------------------- | -------------------------------------------- | ---------------------------------------- |
|                                              | 朝鮮婚姻大作戰 （2024年7月3日—2024年8月2日） |                                          |
| 聽見你在說謊 （2024年4月26日—2024年5月28日） | 天才醫生耀漢 （2024年8月5日—2024年9月3日）   |                                          |